# Mastax albonotata
Mastax albonotata là một loài bọ cánh cứng thuộc họ Carabidae, với phân bố hạn chế ở Cộng hòa Nam Phi.